# Budic II di Bretagna
Budic II, anche Budick; in latino Budicius; in gallese: Budig or Buddig (460 circa – 550 circa), era un re della Cornovaglia. Era il padre di Hoel Mawr ed è probabilmente da identificare con l'Emyr Llydaw ("Imperatore di Bretagna") e il re Nentres che appaiono nella leggenda di Re Artù. Alla sua morte, il suo regno è stato usurpato da Macliau, re dei vicini Veneti.

## Biografia
Nasce in Cornovaglia da un membro della famiglia reale, Erich o Cybydan. Prese il nome da suo zio Budic I. Sale al trono intorno al 478, ma viene espulso da un cugino e fuggì alla corte di re Aergol Lawhir di Dyfed. Lì ha sposato Anowed o Arianwedd, la figlia di san Issel e la sorella di san Teilo.
Dopo la morte del suo parente usurpatore, tornò in Cornovaglia per reclamare il trono, poi seguito da Teilo, convinto a liberare l'area di un terribile drago che stava terrorizzando il territorio. Teilo fu in grado di sottomettere la bestia e legarla a una roccia nel mare.
Alcune fonti sostengono che morì nel 545. Tuttavia, questo contraddice altre fonti che affermano che Teilo si era rifugiato in Francia nel 549 per sfuggire all'epidemia di "febbre gialla di Rhos" e aveva passato del tempo in Bretagna in compagnia di Budic.

## Leggenda
Nella Historia Regum Britanniae di Goffredo di Monmouth si dice in diversi luoghi che Budic abbia sposato una sorella di Aurelio Ambrosio e Uther Pendragon (facendolo quindi zio di re Artù) e di aver sposato la figlia di Pendragon, Anna (rendendolo cognato di Artù). Questa confusione riappare in Wace e Layamon, anche se la maggior parte delle fonti posteriori fanno di suo figlio Hoel un "cugino" di Artù.

## Discendenza
Tre dei figli di Budic e di sua moglie sarebbero stati venerati come santi dalla Chiesa gallese medievale: sant'Ismael, vescovo di Meneva e Rhos, sant'Euddogwy, vescovo di Llandaff; e san Tyfei, un martire. Un quarto figlio (accreditato a "Emyr Llydaw" nelle fonti gallesi fine) era Hoel I Mawr, il cui figlio Tewdwr finalmente regnò sul regno di Cornovaglia.
Secondo la tradizione, una delle sue figlie avrebbe sposato Jonas, re di Dumnonia, e fatto nascere il suo successore Judwal. Un'altra figlia fu santa Gwen, che sposò san Fragan (anche membro della dinastia in Dumnonia) e generò i santi Guetnoco, Giacuto, Vinvaleo e Chreirbia.